# Bokovo-Khrustalne
Bokovo-Khrustalne (tiếng Ukraina: Боково-Хрустальне) là một thành phố của Ukraina. Thành phố này thuộc tỉnh Luhansk. Thành phố này có diện tích ? km2, dân số theo điều tra dân số năm 2001 là 14773 người.